# Wagenborgen (waterschap)
Het waterschap Wagenborgen, ook Wagenborgerpolder, Stinkvaartster- of Stinkvaartsmolen genoemd, is een voormalig waterschap in de provincie Groningen, dat in 1792 werd opgericht ten behoeve van de bouw van een poldermolen aan de Stinkvaartsweg. Het waterschap vormde een onderdeel van het Farmsumerzijlvest, sinds 1871 het boezemwaterschap Duurswold.
Het waterschap lag ten noorden en ten westen van Wagenborgen. De noordgrens lag zo'n 700 m ten zuiden van de Ideweersterweg, de oostgrens volgde de Familie Bronsweg, de G. Boelmanweg en de Hoogte, de zuidgrens lag bij de Stoterijweg (N987), de westgrens liep langs de gemeentegrens tussen Slochteren en Delfzijl en de oostgrens van de Proostpolder. De molen sloeg uit op het Wagenborgermaar (abusievelijk Stinkvaart genoemd) en stond ongeveer 1 km ten zuiden van Schaapbulten. 
Mei 1792 was voor het eerst sprake van de volmachten van de nieuwe watermolen te Wagenborgen. Zij leenden tot 1795 ruim 10.000 gulden om het project te kunnen realiseren. Bij de bouw van molen op de Stinkvaart werd een scheepvaartsluisje in het Wagenborgermaar gelegd, dat al snel vervangen moest worden door een dam, omdat de sluis beschadigd raakte door de trillingen van de molen die zich zich in de zachte veengrond voortplantten. De molenaar kreeg aanvankelijk de verplichting opgelegd de aangeboden lading over de dam te transporteren. De Stinkvaartster molen, een achtkantige grondzeiler, werd in 1882 na brand vernieuwd en in 1935 afgebroken. 
De belangrijkste watergangen waren de Molenwatering of 't Sier en de Krommesloot of Weiwerdertocht, die beide eigendom waren van het kerspel Wagenborgen. 't Sier ontsprong in de Stolderijkolk en mondde uit in het Wagenborgermaar. De Krommesloot vormde grens met Weiwerd, maar voerde tevens water aan uit de Weiwerdermeeden rond De Bulterij. Ook het Proostmeer, het Hammaar, de Monnikesloot en eerder vermoedelijk de Swaaylandse sloot (de oude grens met Siddeburen), die allen buiten de polder bleven, waren vanouds kerspeleigendom. In dit gebied werd in 1873 het waterschap Proostpolder gesticht.
Het waterschap is ontstaan uit een oudere zijleed die in 1471 toetrad tot het Farmsumerzijlvest. Om de ontwatering mogelijk te maken, werd toen het Wagenborgermaar gegraven. Oorspronkelijk zal het gebied via het Hondshalstermaar bij Termunten of Oterdum hebben uitgewaterd, wellicht via de Krommesloot. 
Waterstaatkundig gezien ligt het gebied sinds 2000 binnen dat van het waterschap Hunze en Aa's. 